# Myrosławka
Myrosławka (ukr. Мирославка) – wieś na Ukrainie, w obwodzie żytomierskim, w rejonie berdyczowskim, w hromadzie Szwajkiwka. W 2001 liczyła 973 mieszkańców, spośród których 954 wskazało jako ojczysty język ukraiński, 12 rosyjski, a 7 inny.
Znajduje się tu przystanek kolejowy Myrosławka, położony na linii Koziatyn – Berdyczów – Szepetówka.